# Hymenoptychis
Hymenoptychis é um gênero de mariposa pertencente à família Crambidae.